# Anna Kistanowa
Anna Wladimirowna Kistanowa (russisch Анна Владимировна Кистанова; englisch Anna Kistanova; * 26. August 1990) ist eine kasachische Biathletin.
Ihr internationales Debüt gab Kistanowa bei den Biathlon-Juniorenweltmeisterschaften 2011 in Nové Město na Moravě. Im Sprint belegte sie Rang 25, in der Verfolgung Platz 21. Im Einzel landete sie mit acht Schießfehlern auf dem 35. Platz. Ab 2011 wurde sie im IBU-Cup und im Weltcup eingesetzt. Im IBU-Cup 2011/12 belegte sie bei ihrem Debüt Platz 89 im Sprint von Östersund. Bei ihrem Weltcupdebüt und einzigen Saisoneinsatz in der Saison 2011/12 im Einzel von Östersund landete sie auf Platz 80.
2013 kam sie zum nächsten Mal im Weltcup zum Einsatz, im Sprint von Oslo belegte sie Platz 79. Auch bei den nächsten Weltcupeinsätzen, 2014 in Kontiolahti und Oslo, belegte sie Plätze weit außerhalb der Punkteränge. In der Saison 2014/15 wurde Kistanowa zum ersten Mal in der kasachischen Staffel eingesetzt, zusammen mit Olga Poltoranina, Galina Wischnewskaja und Darja Ussanowa belegte sie in Hochfilzen Platz 14. Seitdem wird Kistanowa regelmäßig in der kasachischen Frauenstaffel eingesetzt. 
Bei den Biathlon-Weltmeisterschaften 2015 in Kontiolahti wurde sie erstmals in der Mixed-Staffel eingesetzt, die als überrundet den 24. Platz belegte. Zudem kam sie auch in allen Einzelwettbewerben außer dem Massenstart, für den sie sich nicht qualifizierte, zum Einsatz. Im Sprint qualifizierte sie sich mit Platz 47 erstmals für die Verfolgung, blieb jedoch wie im Einzel außerhalb der Punkteränge.
Beim letzten Weltcup der Saison in Chanty-Mansijsk lief Kistanowa mit Platz 37 erstmals in die Punkte, was sie auch in der folgenden Verfolgung mit Platz 32 wiederholen konnte.
Beim Weltcup 2015/16 gelang ihr zweimal mit einem 33. Platz im Sprint von Canmore und einem 38. Platz im Sprint von Presque Isle der Sprung in die Punkteränge. Bei den Biathlon-Weltmeisterschaften 2016 in Oslo erreichte sie mit dem achten Platz, zusammen mit Galina Wischnewskaja, Darja Ussanowa und Alina Raikowa ihr bisher bestes Resultat mit der Frauenstaffel. In der gleichen Besetzung konnte man bereits im Staffelrennen von Antholz ebenfalls einen achten Platz erzielen.
Im Weltcup 2016/17 schaffte Kistanowa mit Platz 30 im Einzel von Östersund ihr bisher bestes Weltcupresultat.

## Weltcup-Platzierungen
Die Tabelle zeigt alle Platzierungen (je nach Austragungsjahr einschließlich Olympische Spiele und Weltmeisterschaften).
- 1.–3. Platz: Anzahl der Podiumsplatzierungen
- Top 10: Anzahl der Platzierungen unter den ersten zehn (einschließlich Podium)
- Punkteränge: Anzahl der Platzierungen innerhalb der Punkteränge (einschließlich Podium und Top 10)
- Starts: Anzahl gelaufener Rennen in der jeweiligen Disziplin
- Staffel: inklusive Mixed- und Single-Mixed-Staffeln

| Platzierung         | Einzel | Sprint | Verfolgung | Massenstart | Staffel | Gesamt |
| ------------------- | ------ | ------ | ---------- | ----------- | ------- | ------ |
| 1. Platz            |        |        |            |             |         |        |
| 2. Platz            |        |        |            |             |         |        |
| 3. Platz            |        |        |            |             |         |        |
| Top 10              |        |        |            |             | 3       | 3      |
| Punkteränge         | 1      | 3      | 1          |             | 18      | 23     |
| Starts              | 6      | 24     | 11         |             | 18      | 59     |
| Stand: Karriereende |        |        |            |             |         |        |